# (4475) Voitkevich
(4475) Voitkevich es un asteroide perteneciente al cinturón de asteroides, descubierto el 20 de octubre de 1982 por Liudmila Karachkina desde el Observatorio Astrofísico de Crimea (República de Crimea).

## Designación y nombre
Designado provisionalmente como 1982 UQ5. Fue nombrado Voitkevich en honor al geólogo ruso soviético Georgy Vitoljdoviĉ Vojtkeviĉ.

## Características orbitales
Voitkevich está situado a una distancia media del Sol de 2,253 ua, pudiendo alejarse hasta 2,405 ua y acercarse hasta 2,100 ua. Su excentricidad es 0,067 y la inclinación orbital 2,197 grados. Emplea 1235 días en completar una órbita alrededor del Sol.

## Características físicas
La magnitud absoluta de Voitkevich es 13,5. Tiene 5,296 km de diámetro y su albedo se estima en 0,216.